# Stictoptera unipuncta
Stictoptera unipuncta är en fjärilsart som beskrevs av W. Warren 1916. Stictoptera unipuncta ingår i släktet Stictoptera och familjen nattflyn. Inga underarter finns listade i Catalogue of Life.